# Liste der Baudenkmäler in Marxheim
Auf dieser Seite sind die Baudenkmäler in der schwäbischen Gemeinde Marxheim zusammengestellt. Diese Tabelle ist eine Teilliste der Liste der Baudenkmäler in Bayern. Grundlage ist die Bayerische Denkmalliste, die auf Basis des Bayerischen Denkmalschutzgesetzes vom 1. Oktober 1973 erstmals erstellt wurde und seither durch das Bayerische Landesamt für Denkmalpflege geführt wird. Die folgenden Angaben ersetzen nicht die rechtsverbindliche Auskunft der Denkmalschutzbehörde. Diese Liste gibt den Fortschreibungsstand vom 25. März 2021 wieder und enthält 31 Baudenkmäler.

## Baudenkmäler nach Gemeindeteilen

### Marxheim
| Lage                                              | Objekt                                     | Beschreibung | Akten-Nr.    | Bild                       |
| ------------------------------------------------- | ------------------------------------------ | --- | ------------ | -------------------------- |
| Bayernstraße 6 (Standort)                         | Ausleger aus Schmiedeeisen                 | Mitte 18. Jahrhundert. | D-7-79-178-2 | Ausleger aus Schmiedeeisen |
| Bayernstraße 11 (Standort)                        | Katholische Pfarrkirche St. Peter und Paul | Saalbau mit eingezogenem, halbrund geschlossenem Chor, nördlich angestelltem Satteldachturm und Sakristeianbau, Chor mit Lisenen- und Gesimsgliederung, Westgiebel und Turm mit Gesimsgliederung, Turm, ursprünglich gotischer Chorturm, wohl 14. Jahrhundert, Erhöhung des Turms und Neubau des Chores, bezeichnet 1685, Langhaus um 1713 erneuert; mit Ausstattung. | D-7-79-178-1 | weitere Bilder             |
| Bauschlag, an der Straße nach Lechsend (Standort) | Wegkapelle                                 | offenes Pfeilergehäuse mit Satteldach, um 1950 | D-7-79-178-5 | Wegkapelle                 |

### Boschenmühle
| Lage                                                                                 | Objekt      | Beschreibung                                                   | Akten-Nr.    | Bild |
| ------------------------------------------------------------------------------------ | ----------- | -------------------------------------------------------------- | ------------ | ---- |
| Bei Störzelmühle; Kreisstraße DON 24, östlich an der Straße nach Gansheim (Standort) | Steinsäule  | Pfeiler mit vierseitigem, rundbogigem Aufsatz, bezeichnet 1717 | D-7-79-178-7 | BW   |
| Schnappenberg (Standort)                                                             | Feldkapelle | einfacher kleiner Satteldachbau, bezeichnet 1924               | D-7-79-178-6 | BW   |

### Bruck
| Lage                      | Objekt       | Beschreibung | Akten-Nr.    | Bild         |
| ------------------------- | ------------ | --- | ------------ | ------------ |
| Donaustraße (Standort)    | Brückenfigur | Standfigur des hl. Johannes von Nepomuk auf Postament, Mitte 18. Jahrhundert | D-7-79-178-9 | Brückenfigur |
| Flößerstraße 8 (Standort) | Gasthaus     | zweigeschossiger Satteldachbau mit Ecklisenen und horizontal gegliedertem Giebel mit Aufsatz und ädikulagerahmter Figurennische, bezeichnet 1717, im 19./20. Jahrhundert winkelförmig erweitert; mit Ausstattung. | D-7-79-178-8 | Gasthaus     |

### Burgmannshofen
| Lage                               | Objekt                               | Beschreibung | Akten-Nr.     | Bild           |
| ---------------------------------- | ------------------------------------ | --- | ------------- | -------------- |
| Burgmarstraße (Standort)           | Wegkapelle Maria an der Straße       | rechteckiger Satteldachbau mit dreiseitigem Schluss und offenem Dachreiter, 1966; mit Ausstattung | D-7-79-178-11 | weitere Bilder |
| Sankt-Gertraud-Straße 8 (Standort) | Katholische Filialkirche St. Gertrud | im Kern romanische Chorturmkirche, Saalbau mit östlich anschließendem Turm und Sakristeianbau, 12./13. Jahrhundert, Sakristeianbau 1711; mit Ausstattung; Friedhofsmauer, wohl 18. Jahrhundert, im Teilen erneuert. | D-7-79-178-10 | weitere Bilder |

### Gansheim
| Lage                          | Objekt                                                      | Beschreibung | Akten-Nr.     | Bild                                                        |
| ----------------------------- | ----------------------------------------------------------- | --- | ------------- | ----------------------------------------------------------- |
| Hochstraße 9 (Standort)       | Kapelle („Sattlerkapelle“)                                  | Satteldachbau mit Vorraum und gegliedertem Giebel, Mitte 19. Jahrhundert; mit Ausstattung | D-7-79-178-15 | Kapelle („Sattlerkapelle“)                                  |
| Kirchplatz 4 (Standort)       | Katholische Friedhofskapelle zur Schmerzhaften Muttergottes | schlichter Saalbau mit eingezogenem Rechteckchor, gerahmtes Westportal mit Figurennische, 1741; mit Ausstattung. | D-7-79-178-14 | Katholische Friedhofskapelle zur Schmerzhaften Muttergottes |
| Kirchplatz 4 (Standort)       | Katholische Pfarrkirche St. Nikolaus                        | im Kern mittelalterliche Chorturmkirche, Saalbau mit eingezogenem Rechteckchor im Ostturm mit Spitzhelm, Sakristeianbau nördlich am Turm, im Kern wohl 13. Jahrhundert, 1727 erneuert und nach Westen verlängert, Sakristei wohl im 20. Jahrhundert erweitert; mit Ausstattung. | D-7-79-178-12 | weitere Bilder                                              |
| Kirchstraße 3 (Standort)      | Ehemals Pfarrhaus                                           | zweigeschossiger Satteldachbau mit Ecklisenen, um 1680/90 | D-7-79-178-38 | weitere Bilder                                              |
| Regilostraße 30 (Standort)    | Ehemals Wasserschloss, jetzt Bauernhaus                     | schlichter, zweigeschossiger Walmdachbau mit eingeschossigem Vorbau im Südwesten und vermauerten Inschriften- und Wappensteinen an der Eingangsseite, im Kern 1556, im 19. Jahrhundert zum Wohnhaus umgebaut und stark vereinfacht, im 20. Jahrhundert überformt.               | D-7-79-178-13 | weitere Bilder                                              |
| Kreisstraße DON 24 (Standort) | Wegkapelle („Wirtskapelle“)                                 | kleiner Satteldachbau mit dreiseitig offenem Vorraum, bezeichnet 1834. | D-7-79-178-16 | Wegkapelle („Wirtskapelle“)                                 |

### Graisbach
| Lage                                          | Objekt                           | Beschreibung | Akten-Nr.     | Bild                             |
| --------------------------------------------- | -------------------------------- | --- | ------------- | -------------------------------- |
| Nähe Burgweg; Burgweg 7; Burgweg 3 (Standort) | Burgruine                        | auf steil nach Westen abfallendem Hügel, ehemals umfangreiche Anlage mit Hauptburg, Burgkapelle und Ringmauer, wohl im 12. Jahrhundert errichtet und ab Mitte 13. Jahrhundert ausgebaut, seit Mitte 18. Jahrhundert als Steinbruch genutzt; Ehemalige Burgkapelle St. Pankratius, rechteckiger Quaderbau mit eingezogener, halbrund geschlossener Apsis (modern umbaut) und Flachrelief über dem rundbogigen Nordportal, 12. Jahrhundert, mehrfach verändert; Teile der Ringmauer mit einem rechteckigen Turm im Nordwesten und Haupttor im Osten, im 18. Jahrhundert verändert. | D-7-79-178-17 | weitere Bilder                   |
| Graf-Reisach-Straße (Standort)                | Wegkapelle                       | rechteckiger Satteldachbau mit Gesimsgliederung am Giebel, 2. Hälfte 19. Jahrhundert. | D-7-79-178-20 | weitere Bilder                   |
| Graf-Reisach-Straße 5 (Standort)              | Wohnteil eines Kleinbauernhauses | eingeschossiger Massivbau mit Satteldach und Zwerchhaus, im Kern 2. Hälfte 18. Jahrhundert, im späteren 19. Jahrhundert umgebaut. | D-7-79-178-39 | Wohnteil eines Kleinbauernhauses |
| Welfenstraße (Standort)                       | Wegkapelle                       | kleiner Satteldachbau mit und Giebelgesimsen, 2. Hälfte 19. Jahrhundert; mit Ausstattung | D-7-79-178-21 | weitere Bilder                   |

### Lechsend
| Lage                                   | Objekt                            | Beschreibung | Akten-Nr.     | Bild                   |
| -------------------------------------- | --------------------------------- | --- | ------------- | ---------------------- |
| Fischerberg (Standort)                 | Katholische Kapelle Sankt Joseph  | bis 1804 Klausenkapelle, Rechteckbau mit Satteldach und eingezogenem Rechteckchor, mit Ecklisenen, 2. Hälfte 17. Jahrhundert; mit Ausstattung | D-7-79-178-23 | BW                     |
| Im Winkel 2 (Standort)                 | Katholische Pfarrkirche St. Vitus | Saalbau mit gedrungenem Turm mit Spitzhelm, östlich anschließend, dreiseitig geschlossener Chor mit Strebepfeilern, an der Westfassade gerahmtes Portal und Figurennischen, Turmunterteil romanisch, 12./13. Jahrhundert, erhöht und Anbau von Chor und Kirchenschiff und Erhöhung des Turms, um 1400 oder im frühen 15. Jahrhundert, Kirchenschiff nach Westen verlängert, um 1720/30; mit Ausstattung; Friedhofsmauer, Quadermauerwerk, 16./17. Jahrhundert, in Teilen erneuert. | D-7-79-178-22 | weitere Bilder         |
| Nähe Im Winkel, Im Winkel 1 (Standort) | Ehemaliger Pfarrstadel            | erdgeschossiger Satteldachbau, wohl 2. Hälfte 19. Jahrhundert, verändert, 20. Jahrhundert; Ehemaliges Backhaus, erdgeschossiger Satteldachbau, wohl 2. Hälfte 19. Jahrhundert | D-7-79-178-26 | Ehemaliger Pfarrstadel |

### Neuhausen
| Lage                      | Objekt                                    | Beschreibung | Akten-Nr.     | Bild                                |
| ------------------------- | ----------------------------------------- | --- | ------------- | ----------------------------------- |
| Am Schulhaus 1 (Standort) | Ehemals Schule, jetzt Feuerwehrgerätehaus | zweigeschossiger Satteldachbau mit Ecklisenen und Gesimsgliederung, bezeichnet 1897, später verändert. | D-7-79-178-29 | BW                                  |
| Kirchgasse 1 (Standort)   | Katholische Filialkirche St. Rochus       | Saalbau mit eingezogenem, dreiseitig geschlossenem Chor mit Strebepfeilern und Dachreiter mit Pyramidendach, errichtet im 14. Jahrhundert, Inneres im 18. Jahrhundert umgebaut, Dachreiter wohl 19. Jahrhundert; mit Ausstattung | D-7-79-178-27 | Katholische Filialkirche St. Rochus |

### Schweinspoint
| Lage                                                     | Objekt                                      | Beschreibung | Akten-Nr.     | Bild                                      |
| -------------------------------------------------------- | ------------------------------------------- | --- | ------------- | ----------------------------------------- |
| Götzenholz (Standort)                                    | Feldkapelle                                 | historische Ausstattung; in Feldkapelle, Mitte 20. Jahrhundert | D-7-79-178-34 | BW                                        |
| Schloßstraße 7; Schloßstraße 9 (Standort)                | Katholische Filialkirche St. Bartholomäus   | im Kern gotische Chorturmkirche, Saalbau mit Satteldach, ehemaliger Chorturm mit Ecklisenen, Gurtgesimsen und Blendfriesen, 2. Hälfte 15. Jahrhundert, im 18. und 19. Jahrhundert geringfügig verändert, östlich angebauter, dreiseitig geschlossener Chor, 2. Hälfte 20. Jahrhundert; mit Ausstattung | D-7-79-178-30 | Katholische Filialkirche St. Bartholomäus |
| Schloßstraße 8; Schloßstraße; Schloßstraße 10 (Standort) | Ehemaliges Schloss, seit 1860 Pflegeanstalt | Vierflügelanlage mit drei- und viergeschossigen Flügeln und einem zweigeschossigen Arkadengang im Süden, im Ostflügel viergeschossiger Mittelbau mit Walmdach und Dachreiter, nördlich anschließend Anstaltskapelle und Turm mit Spitzdach; mit Ausstattung; über spätmittelalterlichen Resten ab 1860 erster Umbau, ab 1891 Ausbau zur bestehenden Vierflügelanlage; Torbogen, mit stichbogiger Durchfahrt und Satteldach, nach 1860. | D-7-79-178-31 | weitere Bilder                            |
| Von-Hacke-Straße 4 (Standort)                            | Kapelle                                     | schlichter Satteldachbau, 2. Hälfte 19. Jahrhundert | D-7-79-178-32 | BW                                        |
| Weiheräcker (Standort)                                   | Feldkapelle                                 | Satteldachbau mit Ecklisenen, 18. Jahrhundert; mit Ausstattung | D-7-79-178-33 | BW                                        |

### Übersfeld
| Lage                      | Objekt                             | Beschreibung | Akten-Nr.     | Bild           |
| ------------------------- | ---------------------------------- | --- | ------------- | -------------- |
| Am Kirchberg 8 (Standort) | Katholische Pfarrkirche St. Gallus | Saalbau mit eingezogenem Rechteckschor, nördlich gedrungener Turm mit Satteldach und östlich anschließendem Sakristeianbau, Turm spätromanisch, wohl 13. Jahrhundert, Neubau von Kirche und Sakristei, 1735/36; mit Ausstattung | D-7-79-178-35 | weitere Bilder |
| Kapellfeld (Standort)     | Kirchenruine St. Wolfgang          | wohl im 14. Jahrhundert errichtet, 1516 erneuert, seit 1542 aufgegeben: Reste der Nordwand und des Westgiebels. | D-7-79-178-37 | BW             |

## Ehemalige Baudenkmäler
In diesem Abschnitt sind Objekte aufgeführt, die früher einmal in der Denkmalliste eingetragen waren, jetzt aber nicht mehr. Objekte, die in anderem Zusammenhang also z. B. als Teil eines Baudenkmals weiter eingetragen sind, sollen hier nicht aufgeführt werden. Aktennummern in diesem Abschnitt sind ehemalige, jetzt nicht mehr gültige Aktennummern.

| Lage                                  | Objekt             | Beschreibung | Akten-Nr.     | Bild      |
| ------------------------------------- | ------------------ | --- | ------------- | --------- |
| Marxheim Jurastraße 43 (Standort)     | Zugehöriger Stadel | seltener Typ mit zwei Quertennen, profiliertem Traufbrett, angehobener Traufe über den Toren und Zwicktaschendach, Ende 18. Jahrhundert | D-7-79-178-4  | BW        |
| Lechsend Schwabenstraße 28 (Standort) | Hausfigur          | Hl. Leonhard, barock | D-7-79-178-25 | Hausfigur |